# Astyochia vitrea
Astyochia vitrea är en fjärilsart som beskrevs av Walker 1866. Astyochia vitrea ingår i släktet Astyochia och familjen mätare. Inga underarter finns listade i Catalogue of Life.